# Teppei Chikaishi
Teppei Chikaishi (近石 哲平 Chikaishi Teppei?, nacido el 31 de enero de 1989 en Osaka) es un futbolista japonés que juega como defensa.
En 2011, Chikaishi se unió al Sagawa Shiga FC. Después de eso, jugó en el Amitie SC, FC Ganju Iwate, ReinMeer Aomori, Nara Club y Vanraure Hachinohe.

## Trayectoria

### Clubes
| Club               | País  | Año         |
| ------------------ | ----- | ----------- |
| Sagawa Shiga FC    | Japón | 2011 - 2012 |
| Amitie SC          | Japón | 2013        |
| FC Ganju Iwate     | Japón | 2014 - 2015 |
| ReinMeer Aomori    | Japón | 2016 - 2017 |
| Nara Club          | Japón | 2018        |
| Vanraure Hachinohe | Japón | 2018 -      |

## Estadística de carrera

### J. League
| Club               | Año   | J. League | J. League | Copa J. League | Copa J. League | Total | Total |
| Club               | Año   | Part.     | Goles     | Part.          | Goles          | Part. | Goles |
| ------------------ | ----- | --------- | --------- | -------------- | -------------- | ----- | ----- |
| Vanraure Hachinohe | 2019  | 31        | 3         | -              | -              | 31    | 3     |
| Total              | Total | 31        | 3         | 0              | 0              | 31    | 3     |